# 箭杆杨
箭杆杨（学名：Populus nigra var. thevestina）为杨柳科杨属下的一个变种。

## 扩展阅读
- 維基物種上的相關：箭杆杨